# A szörnyvadász család
A szörnyvadász család (eredeti cím: October Faction) 2020-ban vetített amerikai horror–dráma sorozat, amelyet Damian Kindler alkotott. 
A sorozat producere Mohamad El Masri és John Calvert. A zeneszerzője Tim Welch. A főszerepekben Tamara Taylor, J. C. MacKenzie, Aurora Burghart, Gabriel Darku és Maxim Roy láthatóak. A sorozat a High Park Entertainment, az IDW Entertainment és a Plastic Hallway Productions West gyártásában készült, forgalmazója a Netflix.
Amerikában és Magyarországon is 2020. január 23-tól elérhető a Netflix-en.
2020 márciusában a Netflix törölte a sorozatot.

## Cselekmény
A világ szörnyvadászai, Fred és Deloris Allen és a gyermekeik visszaköltöznek New York államban miután Fred apja meghal. Frednek és Deloris-nak el kell rejtenie identitásukat, mint egy titkos szervezet tagjai, és gyorsan rájönnek, hogy az új környezetük nem olyan idilli, mint amilyennek látszik.

## Szereplők

### Főszereplők
| Színész          | Szereplő        | Magyar hang     |
| ---------------- | --------------- | --------------- |
| Tamara Taylor    | Deloris Allen   | Antal Olga      |
| J. C. MacKenzie  | Fred Allen      | Czvetkó Sándor  |
| Aurora Burghart  | Viv Allen       | Csuha Bori      |
| Gabriel Darku    | Geoff Allen     | Hám Bertalan    |
| Maxim Roy        | Alice Harlow    | Orosz Anna      |
| Stephen McHattie | Samuel Allen    | Varga T. József |
| Wendy Crewson    | Maggie Allen    | Frajt Edit      |
| Megan Follows    | Edith Mooreland | Csere Ágnes     |

### Mellékszereplők
| Színész               | Szereplő           | Magyar hang        |
| --------------------- | ------------------ | ------------------ |
| Nicola Correia-Damude | Gina               | Bertalan Ágnes     |
| Sara Waisglass        | Madison St. Claire | Bogdányi Titanilla |
| Praneet Akilla        | Phillip Mishra     | Penke Bence        |
| Anwen O'Driscoll      | Cathy MacDonald    | TBA                |
| Michelle Nolden       | Hannah Mercer      | TBA                |
| Dayo Ade              | Moshe              | Galambos Péter     |
| Robin Dunne           | Woody Markham      | TBA                |

### További szereplők
| Színész             | Szereplő                   | Magyar hang      |
| ------------------- | -------------------------- | ---------------- |
| Jennifer Baxter     | Sandra St. Claire          | Czifra Krisztina |
| Joris Jarsky        | Basil Tate                 | Molnár Kristóf   |
| Gord Rand           | Burt                       | Seder Gábor      |
| Saad Siddiqui       | William Mishra             | Endrédi Máté     |
| Taveeta Szymanowicz | Deloris fiatalon           | Hermann Lilla    |
| Charles Vandervaart | Fred fiatalon              | Bergendi Áron    |
| Aurora Burghart     | Presidio számítógép (hang) | Vámos Mónika     |

### Magyar változat
- Magyar szöveg: Petőcz István
- Hangmérnök: Szabó Miklós
- Gyártásvezető: Vigvári Ágnes
- Szinkronrendező: Molnár Kristóf

A szinkront a Netflix megbízásából a Direct Dub Studios készítette.

## Epizódok

### Első évad (2020)
| Sor. | Év. | Cím                                                     | Rendező        | Író                                | Premier          |
| ---- | --- | ------------------------------------------------------- | -------------- | ---------------------------------- | ---------------- |
| 1.   | 1.  | Presidio (Presidio)                                     | Director X     | Damian Kindler                     | 2020. január 23. |
| 2.   | 2.  | Nem vén vámpírnak való vidék (No Country for Old Vamps) | Director X     | Mohamad El Masri                   | 2020. január 23. |
| 3.   | 3.  | A múlt horrorjai (The Horror Out of Time)               | Damian Kindler | George Strayton                    | 2020. január 23. |
| 4.   | 4.  | Az eljövendő múlt estélyei (Soirees of Future Past)     | Damian Kindler | Keely MacDonald                    | 2020. január 23. |
| 5.   | 5.  | Az igazság következményei (Truth and Consequences)      | Megan Follows  | Melissa Blake                      | 2020. január 23. |
| 6.   | 6.  | Nyisd ki a szemed! (Open Your Eyes)                     | Megan Follows  | Christina Walker                   | 2020. január 23. |
| 7.   | 7.  | Nadir (Nadir)                                           | Mina Shum      | James Thorpe                       | 2020. január 23. |
| 8.   | 8.  | Alice (Alice)                                           | Mina Shum      | Keely MacDonald & Mohamad El Masri | 2020. január 23. |
| 9.   | 9.  | A vér kötelez (Bonds of Blood)                          | David Frazee   | Melissa Blake & George Strayton    | 2020. január 23. |
| 10.  | 10. | A szörnyvadász család (The October Faction)             | David Frazee   | Damian Kindler & James Thorpe      | 2020. január 23. |

## Gyártás

### Fejlesztés
2018. szeptember 28-án bejelentették, hogy a Netflix berendelt a sorozatból tíz epizódot. Damian Kindler, Director X, Megan Follows, Mina Shum és David Frazee két-két epizódot rendeznek. A sorozatot Damian Kindler készítette, aki íróként és producerként is rész vesz. További vezető producerként James Thorpe, Steve Niles, Thomas Walden, Eric Birnberg, George Strayton és Melissa Blake szerepelnek. A sorozattal foglalkozó produkciós vállalatok közé tartozik a High Park Entertainment és az IDW Entertainment. 2020. március 30-án a Netflix egy szezon után elkaszálta a sorozatot.

### Szereposztás
Valamikor a bejelentése után megerősítést nyert, hogy Tamara Taylor, J.C. MacKenzie, Aurora Burghart, Gabriel Darku, Wendy Crewson , Megan Follows és Stephen McHattie lesznek a főszereplői a sorozatnak. 2018 októberében Maxim Roy is csatlakozott, mint mellékszereplő.

### Forgatás
A forgatás 2018 szeptembertől decemberig tartott Cambridge-ben és Torontoban.